# Thanh nhiên liệu

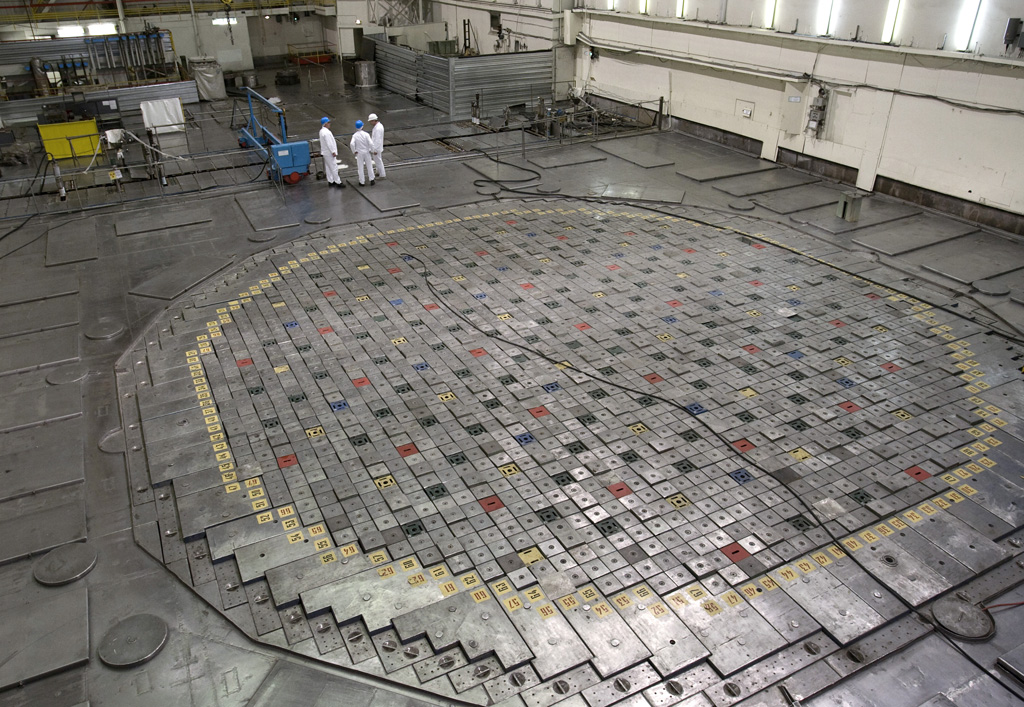
Đầu bịt của các thanh nhiên liệu trên nắp lò phản ứng hạt nhân.

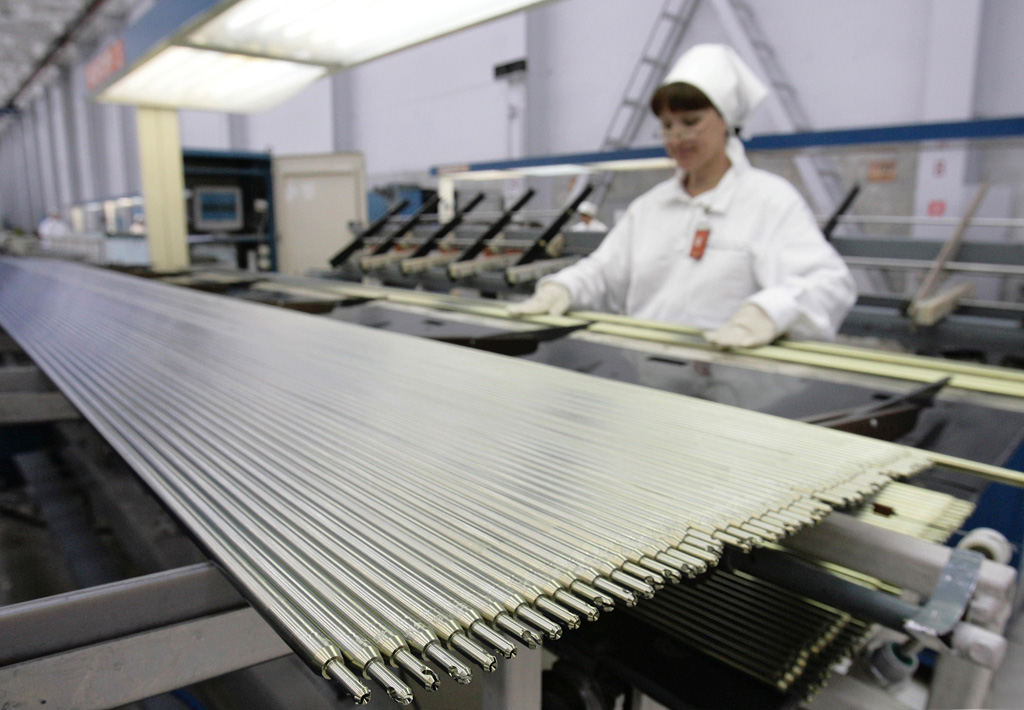
Các thanh nhiên liệu trên dây chuyền sản xuất.

Thanh nhiên liệu hạt nhân viết tắt là TNL chứa nhiên liệu hạt nhân tạo nên cấu trúc chính trong vùng hoạt của lò phản ứng hạt nhân. Phản ứng phân hạch hạt nhân 235U, 239Pu hay 233U (xảy ra trong các thanh nhiên liệu) tỏa ra một lượng nhiệt năng rất lớn. Lượng nhiệt năng này được dẫn ra khỏi vùng hoạt nhờ chất tải nhiệt.
Thanh nhiên liệu được cấu tạo từ các viên nhiên liệu, vỏ bọc, nắp, đầu bịt và chốt định vị. Cấu trúc của TNL phụ thuộc vào kiểu lò và nhiệm vụ cụ thể của từng lò phản ứng, chất tải nhiệt, chất làm chậm,.... TNL phải đảm bảo được khả năng truyền nhiệt từ nhiên liệu hạt nhân sang chất tải nhiệt một cách ổn định và bền vững.
Đa số các lò phản ứng năng lượng công suất lớn hiện nay như WWER hay RBMK đều sử dụng TNL ở dạng ống kín hình trụ có đường kính từ 9,1—13,5 mm với chiều dài khoảng vài mét được lấp đầy bởi các viên nhiên liệu hạt nhân. Vỏ của các TNL này được sản xuất từ các hợp kim đặc biệt (như Zirconi hoặc thép không gỉ,...). Hàng chục TNL được ghép vào nhau một cách chặt chẽ và theo những cấu trúc nhất định tạo nên bó nhiên liệu.

## Cấu trúc

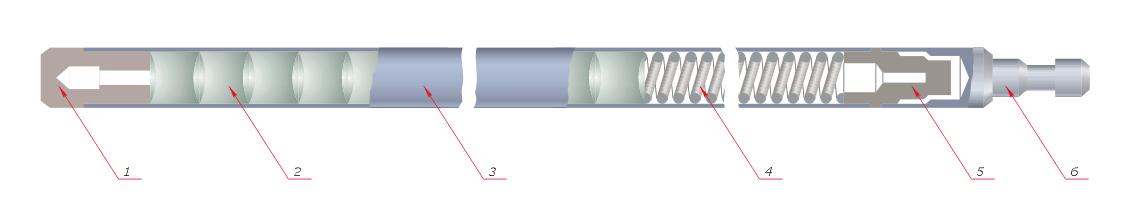
Cấu trúc của thanh nhiên liệu hạt nhân trong lò RBMK:
1 — Đầu; 2 — Nhiên liệu hạt nhân UO_{2}; 3 — Vỏ bọc từ hợp chất Zirconi; 4 — Lò xo định vị; 5 — Chốt; 6 — Đầu bịt.

Trong mỗi thanh nhiên liệu nhiệt lượng được tỏa ra từ phản ứng dây chuyền phân hạch hạt nhân nhiên liệu, từ tương tác của neutron với vật liệu cấu trúc vùng hoạt và với chất tải nhiệt. Mỗi thanh nhiên liệu được tạo thành từ lõi thanh (hay viên nhiên liệu) và vỏ bọc kín.
Ngoài nhiên liệu hạt nhân 235U, 239Pu hay 233U, viên nhiên liệu còn có thể chứa cả các đồng vị tái sinh nhiên liệu hạt nhân như 238U hay 232Th.

### Viên nhiên liệu
Viên nhiên liệu hạt nhân thường được sản xuất ở dạng kim loại, kim loại-gốm (hợp chất của kim loại với nguyên tố vô cơ) hoặc dạng gốm (cấu tạo từ hợp chất uranium hay thorium với một số phi kim, gia công ở nhiệt độ rất cao sau đó được làm lạnh theo trình tự đặc biệt). Ở dạng kim loại lõi thanh được cấu tạo từ Uranium, Thori hay Plutoni tinh khiết, cùng với hợp kim của chúng với nhôm, zirconi, crôm và kẽm. Ở dạng kim loại-gốm viên nhiên liệu được nén từ hỗn hợp bột uranium và bột nhôm. Viên nhiên liệu dạng gốm cấu thành từ oxit hay karbit uranium hoặc thorium (UO2, ThC2).
Ở dạng kim loại-gốm hoặc dạng gốm lõi thanh nhiên liệu hoàn toàn đảm bảo được những yêu cầu khắc nghiệt về độ bền cơ học, tính bền vật lý (tính chất vật lý không bị biến đổi) và kích thước trong môi trường cường độ bức xạ mạnh cũng như nhiệt độ cao. Tuy nhiên do ở dạng này viên nhiên liệu chứa các chất phụ gia (chất độn), cho nên nhiên liệu hạt nhân cần làm giàu tới 10% (thậm chí cao hơn) để cân bằng sự mất mát neutron. Nhằm nâng cao độ bền vững của lõi thanh, đôi khi người ta còn thêm một số chất hấp thụ mạnh neutron như Molypden.
Đa số trong các lò phản ứng năng lượng người ta sử dụng viên nhiên liệu ở dạng gốm từ dioxide uranium (UO2). Viên nhiên liệu từ UO2 không bị biến dạng trong toàn bộ chu trình 'đốt cháy' nhiên liệu hạt nhân. Một tính chất quan trọng khác của hợp chất này đó là chúng không phản ứng với nước thường (chất tải nhiệt phổ biến nhất). Khối lượng riêng của UO2 gần như bằng với khối lượng riêng uranium, điều này đảm bảo duy trì được dòng neutron cần thiết trong vùng hoạt của lò phản ứng.

### Lớp vỏ
Lớp vỏ của thanh nhiên liệu cần đảm bảo đặc biệt kín để ngăn chặn các sản phẩm của phản ứng phân hạch tiếp xúc với chất tải nhiệt nhằm giảm thiếu tối đa sự lan tràn phóng xạ trong vòng sơ cấp (vòng tuần hoàn thứ nhất).
Chất liệu của lớp vỏ thanh nhiên liệu cần đảm bảo những tính chất sau:
- Rất ít bị ăn mòn và bền với nhiệt;
- Ít hấp thụ neutron và ít làm biến đối đặc tính hấp trụ neutron trong lò nói chung.

Hiên nay đa số lớp vỏ thanh nhiên liệu được sản xuất từ hợp kim nhôm, zirconi hoặc thép không gỉ. Lớp vỏ từ hợp kim nhôm được sử dụng trong các lò có nhiệt độ vùng hoạt khoảng 250—270 °C trở xuống, hợp kim Zr — trong các lò năng lượng với nhiệt độ tâm lò từ 350—400 °C, còn thép không gỉ (do khả năng hấp thụ neutron nhiệt khá cao) được sử dụng trong các lò có nhiệt độ vùng hoạt trên 400 °C. Đôi khi người ta còn sử dụng một số chất liệu khác như than chì chẳng hạn.
Khi sử dụng viên nhiên liệu dạng gốm, giữa các viên nhiên liệu và lớp vỏ tồn tại một khe hở nhỏ để cân bằng sự giãn nở vì nhiệt của các chất, tuy nhiên khe hở này sẽ làm giảm khả năng truyền nhiệt từ lõi thanh sang chất tải nhiệt. Để tăng cường khả năng dẫn nhiệt, người ta lấp đầy khí He vào không gian này (do He dẫn nhiệt rất tốt). Trong quá trình hoạt động, khe hở này (khoảng 100 µm) dần dần được lấp đầy bởi giãn nở nhiệt cũng như các sản phẩm phân hạch và có thể hoàn toàn biến mất.

## Thanh nhiên liệu WWER-1000
Thanh nhiên liệu của lò VVER-1000 có dạng một chiếc ống kín được lấp đầy bằng các viên nhiên liệu (dioxide uranium UO2). Vỏ thanh nhiên liệu được chế tạo từ hợp kim zirconi Э110 (Zr + 1% Nb - Hợp kim H-1). Mật độ của hợp kim là 6,55 g/сm³, nhiệt độ nóng chảy: 1860 °C. Đối với hợp kim H-1 khi quá 350 °C tính bền của hợp kim giảm mạnh đồng thời là độ dẻo tăng mạnh. Tính chất của hợp kim biến đổi mạnh nhất ở khoảng nhiệt độ 400—500 °C. Khi quá 1000 °C Zirconi bắt đầu tương tác với hơi nước, tới 1200 °C phản ứng này xảy ra rất nhanh (trong vài phút), tỏa ra một lượng nhiệt đáng kể làm tăng nhiệt độ lớp vỏ tới nhiệt độ nóng chảy (1860 °C) đồng thời tạo ra khí H2 dẫn tới hiện tượng cháy nổ.
Đường kính ngoài của lớp vỏ thanh nhiên liệu là 9,1±0,05 mm, độ dày: 0,65±0,03 mm, đường kính trong: 7,72±0,08 mm.
Khi bó kín thanh nhiên liệu, khe hở giữa viên nhiên liệu và lớp vỏ được lấp đầy bằng Heli ở áp suất 20—25 atm. Thể tích trong của thanh nhiên liệu (ở trạng thái lạnh là 181 cm³) được lấp đầy 70 % bởi các viên nhiên liệu. Chiều dài thanh nhiên liệu là 3837 mm.
Viên nhiên liệu dioxide uranium UO2 có nhiệt độ nóng chảy cao (ở khoảng 2800 °C), không tương tác với nước và hơi nước thậm chí trong nhiệt độ rất cao, tương thích với vật liệu lớp vỏ thanh nhiên liệu.
Khả năng dẫn nhiệt của Dioxide uranium UO2 không tốt bằng thép (kém hơn khoảng 40 lần). Khối lượng riêng UO2 vào khoảng 10,4—10,7 g/сm³. Khi xảy ra phản ứng phân hạch dây chuyền trong thể tích viên nhiên liệu, trung bình tỏa ra năng lượng 0,45 KW/сm³ (450 KW/lít).
Khi lò phản ứng hoạt động ở công suất định mức (1000 MW) nhiệt độ trên trục của viên nhiên liệu khoảng 1600 °C (cực đại là 1940 °C), còn trên bề mặt viên nhiên liệu là 470 °C (cực đại là 900 °C). Độ chênh lệch nhiệt độ giữa khe hở trong thanh nhiên liệu trung bình ở mức 100 °C. Nhiệt độ trên bề mặt ngoài của lớp vỏ lên tới 350 °C. Áp suất của khí He nằm từ 80—100 atm, riêng lõi thanh nhiên liệu dài thêm tới 30 mm do giãn nở nhiệt.
Nhiên liệu 235U được làm giàu ở mức 4,4 % khi bắt đầu khởi động lò và chỉ còn 0,8—1 % khi đưa ra khỏi lò sau thời gian vận hành. Khoảng 5 %  sản phẩm phân hạch 235U là chất khí, những sản phẩm này làm tăng áp suất bên trong lớp vỏ thêm 80 atm.

## Thanh nhiên liệu RBMK-1000
Nhiên liệu là các viên urani đã được thiêu kết. Đường kính viên 11,48 mm, cao 15 mm. Để giảm giãn nở nhiệt của cột nhiên liệu,
ở các đầu viên có chỗ lõm. Khe hở ngang giữa nhiên liệu và vỏ bọc ở trạng thái nguội tối thiểu là 0,11 mm, tối đa là 0,195 mm. Các viên nhiên liệu urani-erbi làm giàu 2,6 và 2,8% có lỗ dọc ở giữa đường kính 2 mm.
Vỏ bọc thanh nhiên liệu là ống, được chế tạo bằng hợp kim zirconi Э110 (Zr + 1%Nb), đường kính ngoài 13,58 mm, đường kính trong 11,7 mm. Môi trường ban đầu trong thanh nhiên liệu – khí có tỷ phần thể tích heli không dưới 99% và áp suất không dưới (5 – 7)×105 Pa.

## Đặc điểm
Thông số cơ bản của thanh nhiên liệu chính là mức cháy nhiên liệu. Trong lò WWER hiện đại mức cháy nhiên liệu lên tới 50-60 МW•ngày đêm/kg.

## Liên kết
- Обзор надежности топливных сборок энергетических реакторов, МАГАТЭ
- Топливная компания Росатома«ТВЭЛ»